# Nm (Unix)
O nm é um comando fornecido com várias versões do Unix e sistemas operacionais semelhantes. Ele é usado para examinar a  tabela de símbolos ou as meta informações presente nos arquivos binários (incluindo bibliotecas, módulos de objetos compilados, arquivos de objeto compartilhados e, executáveis independentes). Auxilia a depuração com informações que identificam as funções, as variáveis e, os tipos de dados.
A resposta do nm distingue entre vários tipos de símbolos. Por exemplo, ela diferencia entre uma função que é fornecida por um módulo objeto e uma função que é exigida por ele. O nm é usado como um auxílio para depuração, para ajudar a resolver problemas decorrentes de conflitos de decoração de nomes na programação C++, e para validar outras partes da cadeia de ferramentas.
O Projeto GNU envia uma implementação de nm como parte do pacote GNU Binutils.

## Tipo de símbolo
O comando nm representa o tipo de símbolo presente no arquivo usando caracteres (símbolos fracos são representados igualmente aos símbolos globais):
| Item | Descrição                            |
| ---- | ------------------------------------ |
| A    | Símbolo absoluto global              |
| A    | Símbolo absoluto local               |
| B    | Símbolo global de bss                |
| B    | Símbolo de bss local                 |
| D    | Símbolo de dado global               |
| D    | Símbolo de dado local                |
| f    | Símbolo do nome do arquivo de origem |
| L    | Símbolo thread-local global          |
| l    | Símbolo thread-local estático        |
| T    | Símbolo de texto global              |
| T    | Símbolo de texto local               |
| U    | Símbolo indefinido                   |

## Exemplo de saída
```
/*

 * File name: test.c

 * For C code compile with: 

 * gcc -c test.c

 *

 * For C++ code compile with:

 * g++ -c test.cpp

 */

int
 
global_var
;

int
 
global_var_init
 
=
 
26
;

static
 
int
 
static_var
;

static
 
int
 
static_var_init
 
=
 
25
;

static
 
int
 
static_function
()

{

	
return
 
0
;

}

int
 
global_function
(
int
 
p
)

{

	
static
 
int
 
local_static_var
;

	
static
 
int
 
local_static_var_init
=
5
;

	
local_static_var
 
=
 
p
;

	
return
 
local_static_var_init
 
+
 
local_static_var
;

}

int
 
global_function2
()

{

	
int
 
x
;

	
int
 
y
;

	
return
 
x
+
y
;

}

#ifdef __cplusplus

extern
 
"C"

#endif

void
 
non_mangled_function
()

{

	
// I do nothing

}

int
 
main
(
void
)

{

	
global_var
 
=
 
1
;

	
static_var
 
=
 
2
;

	
return
 
0
;

}

```

Se o código anterior é compilado com o compilador C do gcc, a saída do comando nm é a seguinte:
```
# nm test.o
0000000a T global_function
00000025 T global_function2
00000004 C global_var
00000000 D global_var_init
00000004 b local_static_var.1255
00000008 d local_static_var_init.1256
0000003b T main
00000036 T non_mangled_function
00000000 t static_function
00000000 b static_var
00000004 d static_var_init

```

Quando o complilador C++ é usado, a saída difere:
```
# nm test.o
0000000a T _Z15global_functioni
00000025 T _Z16global_function2v
00000004 b _ZL10static_var
00000000 t _ZL15static_functionv
00000004 d _ZL15static_var_init
00000008 b _ZZ15global_functioniE16local_static_var
00000008 d _ZZ15global_functioniE21local_static_var_init
         U __gxx_personality_v0
00000000 B global_var
00000000 D global_var_init
0000003b T main
00000036 T non_mangled_function

```

As diferenças entre as saídas também mostram um exemplo de solução do problema de mangling de nomes usando "C" externo no código C++.